# 金のA様×銀のA様
『金のA様×銀のA様』（きんのエーさま ぎんのエーさま）は、日本テレビ系列で2005年4月28日から2006年6月22日まで毎週木曜日19:58 - 20:54（JST）に放送されていたバラエティ番組。

## 番組概要
2002年10月から2005年3月で放送された『常識シリーズ』の後番組として2002年10月から2004年9月まで深夜バラエティ番組（夜は別バラ22:54→しんバラ枠）として放送した『おすぎとピーコの金持ちA様×貧乏B様』がゴールデンタイムに昇格した。いわば、リメイク版でもある。
一時は2005年9月をもって打ち切る予定だったが、同年10月以降も継続し、約8ヶ月後の2006年6月22日の放送をもって終了した。

## 出演者
司会
- 加藤浩次（極楽とんぼ）
- 三村マサカズ（さまぁ〜ず）

レギュラー
- おすぎ
- ピーコ
- 羽鳥慎一（当時日本テレビアナウンサー）

ナレーター
- 木村匡也
- 宗矢樹頼
- 高乃麗

## 内容
「金持ちA様×億億億億年収一億円とお見合いするぞー!スペシャル」と同じく金持ちA様(独身御曹司、実業家）が登場し、女性パネラー陣が自分たちをアピールしていき、最後にA様が気に入った女性に花束を渡してカップル誕生となる。見事選ばれた女性はA様から連絡先をもらい、その後のお付き合いは、番組では一切報告しないシステムになっている。
もうひとつは『お金では買えない権利』どこかの国やリゾート地の観光大使や、めったに出来ない体験などを選定する最高責任者(代理)が登場し、その場で決定していくシステム。過去の実績として、熊田曜子がバリ島の観光大使、レギュラー1発目では小沢真珠がタイ･プーケットの観光大使として任命された。
末期には、世界各国で成功を収めた『日本人A様』が、成功するまでのエピソードを紹介する内容となっていた。

## ネット局
| 放送対象地域   | 放送局                    | 系列                           | 放送日時           |
| -------------- | ------------------------- | ------------------------------ | ------------------ |
| 関東広域圏     | 日本テレビ（NTV） 制作局  | 日本テレビ系列                 | 木曜 19:00 - 20:54 |
| 北海道         | 札幌テレビ（STV）         | 日本テレビ系列                 | 木曜 19:00 - 20:54 |
| 青森県         | 青森放送（RAB）           | 日本テレビ系列                 | 木曜 19:00 - 20:54 |
| 岩手県         | テレビ岩手（TVI）         | 日本テレビ系列                 | 木曜 19:00 - 20:54 |
| 宮城県         | ミヤギテレビ（MMT）       | 日本テレビ系列                 | 木曜 19:00 - 20:54 |
| 秋田県         | 秋田放送（ABS）           | 日本テレビ系列                 | 木曜 19:00 - 20:54 |
| 山形県         | 山形放送（YBC）           | 日本テレビ系列                 | 木曜 19:00 - 20:54 |
| 福島県         | 福島中央テレビ（FCT）     | 日本テレビ系列                 | 木曜 19:00 - 20:54 |
| 山梨県         | 山梨放送（YBS）           | 日本テレビ系列                 | 木曜 19:00 - 20:54 |
| 新潟県         | テレビ新潟（TeNY）        | 日本テレビ系列                 | 木曜 19:00 - 20:54 |
| 長野県         | テレビ信州（TSB）         | 日本テレビ系列                 | 木曜 19:00 - 20:54 |
| 静岡県         | 静岡第一テレビ（SDT）     | 日本テレビ系列                 | 木曜 19:00 - 20:54 |
| 富山県         | 北日本放送（KNB）         | 日本テレビ系列                 | 木曜 19:00 - 20:54 |
| 石川県         | テレビ金沢（KTK）         | 日本テレビ系列                 | 木曜 19:00 - 20:54 |
| 福井県         | 福井放送（FBC）           | 日本テレビ系列／テレビ朝日系列 | 木曜 19:00 - 20:54 |
| 中京広域圏     | 中京テレビ（CTV）         | 日本テレビ系列                 | 木曜 19:00 - 20:54 |
| 近畿広域圏     | 読売テレビ（ytv）         | 日本テレビ系列                 | 木曜 19:00 - 20:54 |
| 鳥取県・島根県 | 日本海テレビ（NKT）       | 日本テレビ系列                 | 木曜 19:00 - 20:54 |
| 広島県         | 広島テレビ（HTV）         | 日本テレビ系列                 | 木曜 19:00 - 20:54 |
| 山口県         | 山口放送（KRY）           | 日本テレビ系列                 | 木曜 19:00 - 20:54 |
| 徳島県         | 四国放送（JRT）           | 日本テレビ系列                 | 木曜 19:00 - 20:54 |
| 香川県・岡山県 | 西日本放送（RNC）         | 日本テレビ系列                 | 木曜 19:00 - 20:54 |
| 愛媛県         | 南海放送（RNB）           | 日本テレビ系列                 | 木曜 19:00 - 20:54 |
| 高知県         | 高知放送（RKC）           | 日本テレビ系列                 | 木曜 19:00 - 20:54 |
| 福岡県         | 福岡放送（FBS）           | 日本テレビ系列                 | 木曜 19:00 - 20:54 |
| 長崎県         | 長崎国際テレビ（NIB）     | 日本テレビ系列                 | 木曜 19:00 - 20:54 |
| 熊本県         | くまもと県民テレビ（KKT） | 日本テレビ系列                 | 木曜 19:00 - 20:54 |
| 鹿児島県       | 鹿児島読売テレビ（KYT）   | 日本テレビ系列                 | 木曜 19:00 - 20:54 |

## スタッフ
- 企画・演出：東井文太
- 構成：山根真吾/石原健次、カニリカ、山名宏和、福原フトシ、桝本壮志、保谷大太、マツピロ/田中直人（田中→2005年9月8日 - ）
- ナレーター：木村匡也、宗矢樹頼、高乃麗
- TM：福王寺貴之
- SW：米田博之
- CAM：三井隆裕
- 音声：今野健
- 照明：小川勉
- 調整：佐久間治雄
- 美術：林健一、栗原純二
- 大道具：新谷誠
- 小道具：髙橋吉彦
- メイク：中西樹里（2005年10月20日 - ）
- 音効：高取謙（KRエンタープライズ）、岡沢秀二（KRエンタープライズ）
- TK：橋本美幸
- 美術協力：日テレアート
- 編集：若宮慎也、佐藤弘一（佐藤→2005年10月20日 - ）
- MA：大竹誠司
- タイトルロゴデザイン・キャラクターデザイン：秋山具義（デイリーフレッシュ）
- リサーチ：古杉美香（アガサス）、塚原浩（スコープ）、石井千鶴（2005年8月25日 -、フォーミュレーション）
- 技術協力：ヌーベルバーグ、スタジオヴェルト
- 取材協力：アガサス、フォーミュレーション、スコープ
- 広報：立柗典子
- 調査：佐藤政治
- スーパーバイザー：谷口秀一
- アシスタントプロデューサー：安藤優子（毎週）、木村優子、升田久美、道下綾子、山中れい子、千田都（週替り）
- 制作進行：菊岡郁枝（2005年10月20日 - ）
- 演出補：長野幸平、小島恵子、長井香織、小出英之、中田容子、八木信人、原田大輔、山野邊雅祥、安田友里、山木健司、豊田浩章、武田光平、吉倉瑞穂、境浩平、中村鉄太郎、手塚千恵（週替り）
- デスク：西村友美（2005年10月20日 - ）
- ディレクター：鈴木守、奥村竜、須藤拓也、黄木美奈子、鈴木基之、鈴木豊人/山口智也、中山準士、岡田直也、森栄一郎、福元洋之、笠原裕、小笠原豪、高野透矢、岩山夏子、久保信広、持田順也、高戸大悟、佐谷直子、芝崎孝雄、平野進、永井大輔
- プロデューサー：首藤由紀子（2005年10月20日 -、2005年4月28日 - 9月8日まではプロデューサー）/阿河朋子、小川潔、尾崎正浩、神尾育代、斎藤みさ子
- チーフプロデューサー：磯野太（2005年6月23日 -、2005年4月28日 - 6月9日まではプロデューサー）
- 制作協力：えすと、創輝、いまじん、NCV、モスキート
- 製作著作：日本テレビ

### 過去のスタッフ
- メイク：村元希久子（2005年4月28日 - 9月8日）
- TK：塚越倫子（2005年4月28日 - 10月27日）
- リサーチ：野村直子（2005年4月28日 - 8月18日、フォーミュレーション）、下澤由紀子（2005年4月28日 - 2006年、スコープ）
- デスク：森永久仁香（2005年4月28日 - 9月8日）
- ディレクター：石塚宏充、杉岡士朗（共に2005年4月28日 - 9月8日）、神山祐人
- プロデューサー：長岡美樹
- チーフプロデューサー：梅原幹（2005年4月28日 - 6月9日）